# Caelestinaventus
Caelestinaventus ("nebeský vítr") byl vývojově primitivní ptakoještěr z čeledi Dimorphodontidae, žijící v období pozdního triasu (geologické stupně nor až rét, asi před 208 miliony let) na území dnešního severovýchodního Utahu v USA. Jedná se o nejstaršího známého ptakoještěra obývajícího pouštní oblasti (další v pořadí jsou o celých 65 milionů let mladší) a o jediného známého pouštního nepterodaktyloidního ptakoještěra vůbec.

## Popis
Tento druh byl nejblíže vývojově příbuzný evropskému druhu Dimorphodon macronyx a také se mu zřejmě celkově podobal. S rozpětím křídel přes 1,5 metru a lebkou dlouhou téměř 18 centimetrů patřil také k největším známým triasovým ptakoještěrům, kteří jsou obvykle drobní. Jeho objev dokázal, že dimorfodontidi se objevili již ve svrchním triasu. Jediný známý exemplář s označením BYU 20707 je na rozdíl od většiny jiných triasových pterosaurů zachován trojrozměrně.

## Historie
Fosilie pterosaura byly náhodně objeveny v lomu Saints & Sinners v Utahu již roku 2007 při probíhajícím geologickém výzkumu. V roce 2015 byl nález poprvé předběžně zmíněn ve vědecké literatuře. Formální popis byl zveřejněn v srpnu roku 2018.